# Hypomecia syriaca
Hypomecia syriaca là một loài bướm đêm trong họ Noctuidae.